# Nuoto in acque libere ai campionati mondiali di nuoto 2022 - 10 km femminili
La gara dei 10 km in acque libere femminile dei campionati mondiali di nuoto 2022 è stata disputata il 29 giugno 2022 nelle acque del lago Lupa di Budakalász a partire dalle ore 08:00. Vi hanno preso parte 61 atlete provenienti da 37 nazioni.
La competizione è stata vinta dalla nuotatrice olandese Sharon van Rouwendaal, mentre l'argento e il bronzo sono andati rispettivamente alla tedesca Leonie Beck e alla brasiliana Ana Marcela Cunha.

## Risultati
| Pos.    | Atleta                 | Nazionalità   | Tempo     |
| ------- | ---------------------- | ------------- | --------- |
| Oro     | Sharon van Rouwendaal  | Paesi Bassi   | 2h02'29"2 |
| Argento | Leonie Beck            | Germania      | 2h02'29"7 |
| Bronzo  | Ana Marcela Cunha      | Brasile       | 2h02'30"7 |
| 4       | Aurélie Muller         | Francia       | 2h02'36"1 |
| 5       | Katie Grimes           | Stati Uniti   | 2h02'37"2 |
| 6       | Anna Olasz             | Ungheria      | 2h02'39"1 |
| 7       | Angélica André         | Portogallo    | 2h02'39"3 |
| 8       | Lea Boy                | Germania      | 2h02'40"5 |
| 9       | Moesha Johnson         | Australia     | 2h02'42"0 |
| 10      | María de Valdés        | Spagna        | 2h02'42"8 |
| 11      | Špela Perše            | Slovenia      | 2h02'43"4 |
| 12      | Mafalda Rosa           | Portogallo    | 2h02'48"3 |
| 13      | Chelsea Gubecka        | Australia     | 2h02'51"7 |
| 14      | Giulia Gabbrielleschi  | Italia        | 2h02'52"2 |
| 15      | Mariah Denigan         | Stati Uniti   | 2h02'54"1 |
| 16      | Viviane Jungblut       | Brasile       | 2h03'04"9 |
| 17      | Vivien Balogh          | Ungheria      | 2h03'07"8 |
| 18      | Rachele Bruni          | Italia        | 2h03'17"3 |
| 19      | Eva Fabian             | Israele       | 2h03'20"2 |
| 20      | Sun Jiake              | Cina          | 2h05'23"6 |
| 21      | Airi Ebina             | Giappone      | 2h05'51"7 |
| 22      | Amica de Jager         | Sudafrica     | 2h06'00"2 |
| 23      | Candela Giordanino     | Argentina     | 2h06'02"6 |
| 24      | Xin Xin                | Cina          | 2h06'48"0 |
| 25      | Ángela Martínez        | Spagna        | 2h06'50"9 |
| 26      | Krystyna Panchishko    | Ucraina       | 2h06'52"8 |
| 27      | Lenka Štěrbová         | Rep. Ceca     | 2h06'54"0 |
| 28      | Catherine van Rensburg | Sudafrica     | 2h06'54"2 |
| 29      | Martha Sandoval        | Messico       | 2h06'54"4 |
| 30      | Nip Tsz Yin            | Hong Kong     | 2h06'58"2 |
| 31      | Caroline Jouisse       | Francia       | 2h07'07"0 |
| 32      | Nikita Lam             | Hong Kong     | 2h08'00"1 |
| 33      | Burcu Naz Narin        | Turchia       | 2h09'11"2 |
| 34      | Katrina Bellio         | Canada        | 2h09'13"2 |
| 35      | Romina Imwinkelried    | Argentina     | 2h09'14"5 |
| 36      | Diana Taszhanova       | Kazakistan    | 2h09'40"7 |
| 37      | María Bramont-Arias    | Perù          | 2h10'07"6 |
| 38      | Abby Dunford           | Canada        | 2h10'21"2 |
| 39      | Teng Yu-wen            | Taipei cinese | 2h10'24"9 |
| 40      | Yumi Tou               | Giappone      | 2h10'32"2 |
| 41      | Paulina Alanis         | Messico       | 2h10'43"0 |
| 42      | Arianna Valloni        | San Marino    | 2h10'43"3 |
| 43      | Lee Hae-rim            | Corea del Sud | 2h13'08"6 |
| 44      | Ruby Heath             | Nuova Zelanda | 2h13'44"6 |
| 45      | Chantal Liew           | Singapore     | 2h14'09"0 |
| 46      | Fátima Portillo        | El Salvador   | 2h15'24"2 |
| 47      | Pimpun Choopong        | Thailandia    | 2h15'32"4 |
| 48      | Park Jung-ju           | Corea del Sud | 2h18'11"9 |
| 49      | Sofía Guevara          | Ecuador       | 2h18'18"7 |
| 50      | Jocelyn Bermeo         | Ecuador       | 2h18'21"6 |
| 51      | Mariia Bondarenko      | Ucraina       | 2h18'41"7 |
| 52      | Wang Yi-chen           | Taipei cinese | 2h19'46"3 |
| 53      | Samantha Yeo           | Singapore     | 2h20'02"4 |
| 54      | María Porres           | Guatemala     | 2h24'08"3 |
| 55      | Leandra Díaz           | Porto Rico    | 2h24'08"4 |
| 56      | Alondra Quiles         | Porto Rico    | 2h26'11"8 |
| 57      | Natwara Bavornsukseri  | Thailandia    | 2h27'59"5 |
| 58      | Maiza Cardozo          | Uruguay       | 2h31'14"5 |
| -       | Ashmitha Chandra       | India         | OTL       |
| -       | Diana Quirós           | Costa Rica    | dnf       |
| -       | Xeniya Romanchuk       | Kazakistan    | dnf       |